# Atalaia (Pinhel)
Atalaia é uma povoação portuguesa do Município de Pinhel que foi sede da extinta Freguesia de Atalaia, freguesia que tinha 24,39 km² de área e 99 habitantes (2011), e, por isso, uma densidade populacional de 4,1 hab/km².
A Freguesia de Atalaia foi extinta pela última Reorganização administrativa do território das freguesias, de acordo com a Lei nº 11-A/2013 de 28 de Janeiro, tendo o seu sido território sido agregado ao da Freguesia de Safurdão para constituir a União das Freguesias de Atalaia e Safurdão com sede em rua do chafariz n42 Safurdão 
Além da sede, a Freguesia de Atalaia incluia as localidades do Carvalhal .

## População
★ Nos anos de 1864 a 1930 figura como Atalaia e Carvalhal. Pelo decreto-lei nº 27.424 de 31/12/1936, Carvalhal passou a fazer parte integrante desta freguesia.

| Totais e grupos etários | Totais e grupos etários | Totais e grupos etários | Totais e grupos etários | Totais e grupos etários | Totais e grupos etários | Totais e grupos etários | Totais e grupos etários | Totais e grupos etários | Totais e grupos etários | Totais e grupos etários | Totais e grupos etários | Totais e grupos etários | Totais e grupos etários | Totais e grupos etários | Totais e grupos etários |
| ----------------------- | ----------------------- | ----------------------- | ----------------------- | ----------------------- | ----------------------- | ----------------------- | ----------------------- | ----------------------- | ----------------------- | ----------------------- | ----------------------- | ----------------------- | ----------------------- | ----------------------- | ----------------------- |
|                         | 1864                    | 1878                    | 1890                    | 1900                    | 1911                    | 1920                    | 1930                    | 1940                    | 1950                    | 1960                    | 1970                    | 1981                    | 1991                    | 2001                    | 2011                    |
|                         | 822                     | 666                     | 643                     | 664                     | 681                     | 640                     | 559                     | 679                     | 648                     | 549                     | 375                     | 325                     | 232                     | 160                     | 99                      |
| i)                      |                         |                         |                         |                         |                         |                         |                         |                         |                         |                         |                         |                         |                         | 7                       | 0                       |
| ii)                     |                         |                         |                         |                         |                         |                         |                         |                         |                         |                         |                         |                         |                         | 8                       | 4                       |
| iii)                    |                         |                         |                         |                         |                         |                         |                         |                         |                         |                         |                         |                         |                         | 63                      | 31                      |
| iv)                     |                         |                         |                         |                         |                         |                         |                         |                         |                         |                         |                         |                         |                         | 82                      | 64                      |

```
i)
 0 aos 14 anos;
 ii)
 15 aos 24 anos; 
iii)
 25 aos 64 anos; 
iv)
 65 e mais anos	
```

## Património
- Igreja Matriz de Nossa Senhora da Assunção;
- Capela de Santo António;
- Capela de São Pedro.